# Jacareí
Jacareí é um município da Região Metropolitana do Vale do Paraíba e Litoral Norte, no estado de São Paulo, no Brasil. Localiza-se a leste da capital do estado, na Região Geográfica Imediata de São José dos Campos, distando desta cerca de 82 quilômetros. Suas coordenadas geográficas são 23º18'10" sul e 45º17'31" oeste. O município é formado pela sede e pelos distritos de Parque Meia Lua e São Silvestre de Jacareí.
A população em 2010, segundo o Censo Populacional, era de 211 214 habitantes e no censo IBGE de 2022 é de 240 275 habitantes .
Jacareí faz parte do chamado Complexo Metropolitano Expandido, que ultrapassa os 29 000 000 de habitantes e que compõe, aproximadamente, 75% da população do estado de São Paulo. As regiões metropolitanas de Campinas, São Paulo, Baixada Santista e do Vale do Paraíba e Litoral Norte já formam a primeira macrometrópole do hemisfério sul.
Os seus municípios limítrofes são: São José dos Campos a norte e nordeste; Jambeiro a leste; Santa Branca a sudeste; Guararema a sudoeste; Santa Isabel a oeste e Igaratá a noroeste.

## Etimologia

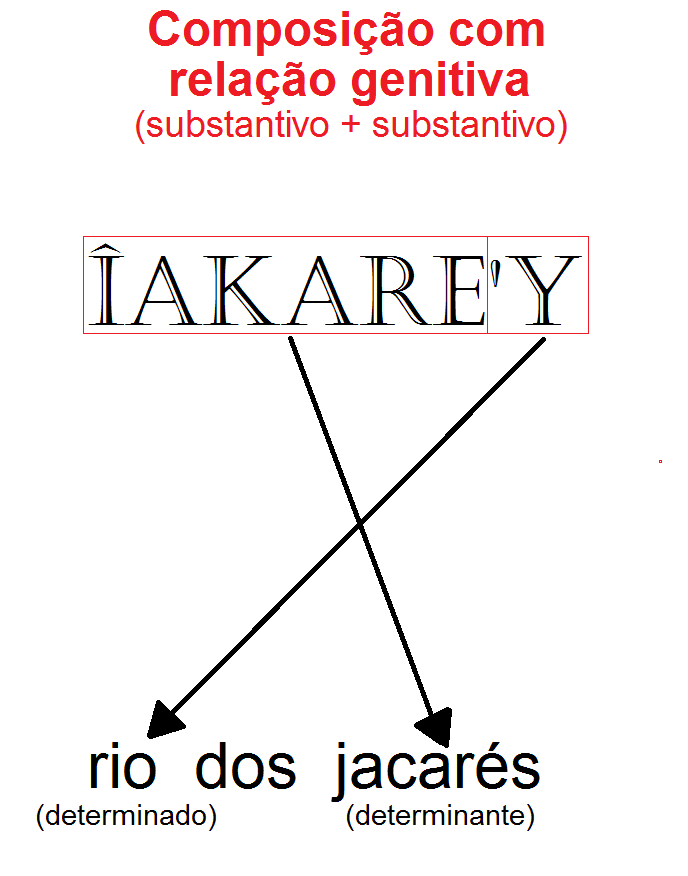
Jacareí é um exemplo de composição em tupi com relação genitiva. Neste caso, ocorre a inversão dos termos.

O termo "Jacareí" é proveniente da língua tupi e significa "rio dos jacarés", através da junção dos termos îakaré (jacaré) e  'y  (água, rio). Os dois temos estão em relação genitiva, por isso aparecem em ordem invertida: o termo determinado ('y) vem depois do determinante (îakaré). Em composições atributivas, que geralmente são do tipo substantivo + adjetivo, este fenômeno não ocorre. Portanto, 'ypiranga é rio ('y) vermelho (pirang), sem inversão.

## História
Os documentos históricos de Jacareí registram o início de um povoamento em 1652, com o nome de Nossa Senhora da Conceição da Paraíba, pela iniciativa de Antônio Afonso e seus três filhos. Em 22 de novembro de 1653, o local foi elevado a vila pelo donatário da Capitania de Itanhaém, dom Diogo de Faro e Sousa, desmembrado da antiga vila de Mogi das Cruzes. Tornou-se cidade em 3 de abril de 1849.
Antigo caminho para as Minas Gerais, usando o Rio Paraíba do Sul, Jacareí passou de humilde pousada colonial de tropeiros, ao longo dos anos, para cidade progressista, a partir de 1790.
Segundo pesquisas, o núcleo inicial da cidade está nas redondezas da Capela do Avareí (1728) e, depois, nas redondezas do Largo da Matriz (século XIX), que foi urbanizado na década de 1930. O Largo da Matriz continua, desde aquela época, palco das festas em homenagem à padroeira da cidade, Nossa Senhora da Imaculada Conceição. O dia da padroeira é 8 de dezembro, feriado municipal. Em 1920, a igreja passou por uma reforma, na qual foram impressos os seus traços atuais.
Outro monumento histórico da cidade é a Santa Casa de Misericórdia, com suas instalações oficializadas em 1850. A edificação foi construída graças aos donativos arrecadados e pelo trabalho gratuito dos negros escravos, cedidos pelos senhores abastados. Em 1854, terminada a primeira parte da construção e feitas as instalações preliminares, a Santa Casa começou a funcionar. O Brasão, a Bandeira e o Hino Oficial da cidade foram instituídos por lei municipal em 1952, 1968 e 1969, respectivamente.

## Geografia

### Clima
Jacareí apresenta um clima subtropical úmido (tipo Cfa segundo Köppen). A média de temperatura anual é de 21,3 graus centígrados, sendo o mês mais frio Julho (média de 17,5 graus centígrados) e o mais quente Fevereiro (média de 24,4 graus centígrados). O índice pluviométrico anual é de 1 232,8 mm.

### Relevo
A região apresenta um relevo irregular, caracterizado por morros e várzeas. A cidade está situada entre as elevações da Serra da Mantiqueira e Serra de Paraitinga com altitde variando entre 544 metros e 958 metros com média de 644 metros.

## Infraestrutura

### Comunicações
O sistema de telefones automáticos foi inaugurado na cidade em 1972 pela Telefônica Jacareí. Já o sistema de discagem direta à distância (DDD) foi implantado em 1977 pela Companhia Telefônica da Borda do Campo (CTBC) com o código de área (0123). Em 1979 a cidade volta a ser atendida pela Telecomunicações de São Paulo (TELESP).
Na década de 90 o código DDD da cidade foi alterado para (012), para padronização do sistema telefônico com a telefonia celular que estava sendo implantada em todo o estado.

### Transporte
Jacareí tem como empresa responsável pelo sistema de ônibus municipal a JTU Jacareí Transporte Urbano e conta com 27 linhas de ônibus.

### Lazer

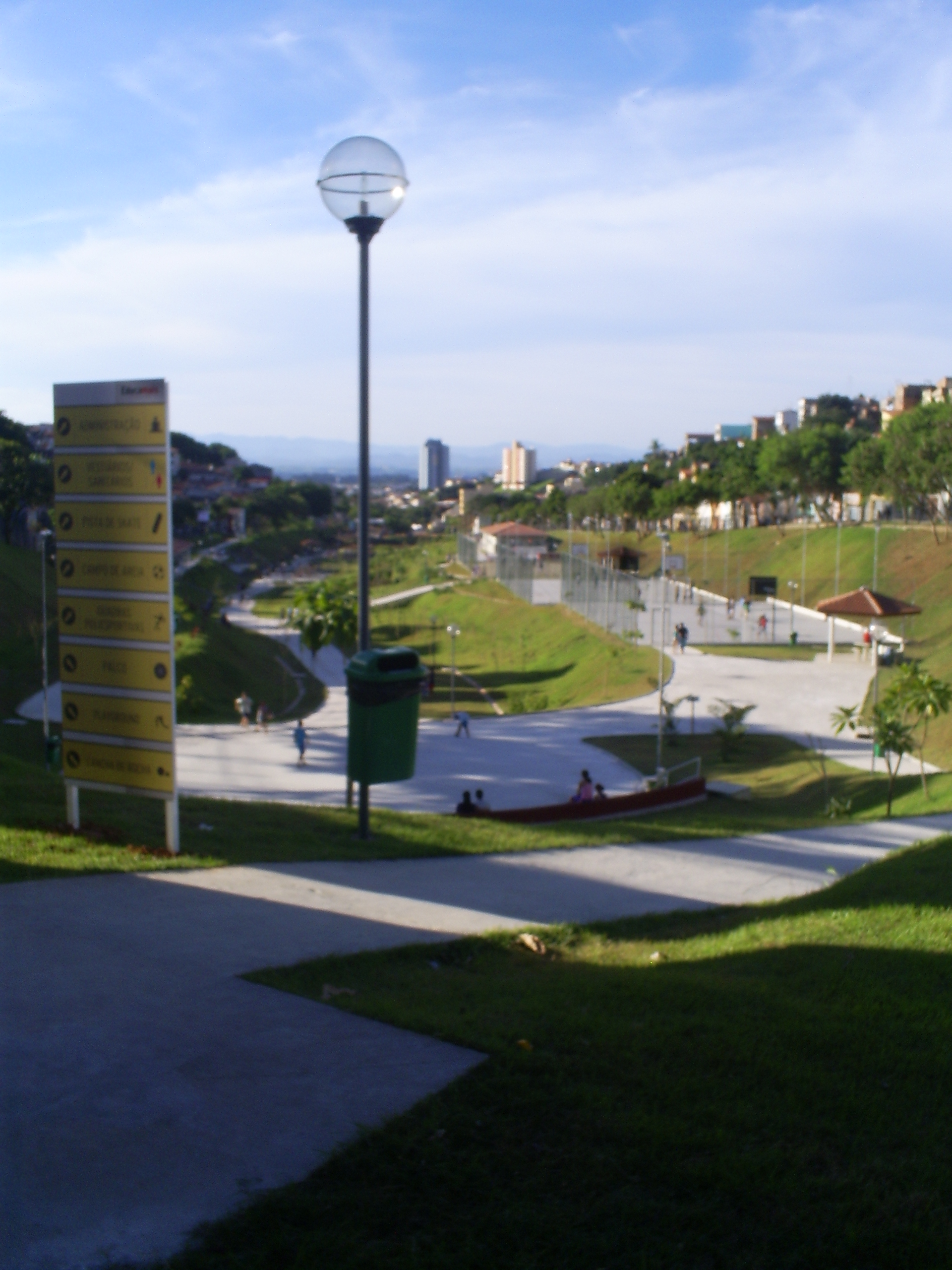
Espaço Educamais Parque Santo Antônio

Existem pela cidade vários pontos de esporte, lazer e cultura. O mais novo investimento da cidade são os Espaços Educamais. Estes espaços foram criados para atender diversas regiões da cidade conta com locais para a prática de esportes e ambientes para cursos e eventos. Na cidade, existem, hoje, 7 Espaços Educamais abertos ao público: os espaços Santo Antônio, Jardim Paraíso, Centro ,São João, Esperança, Lamartine e Parque dos Sinos. Este último, um projeto arquitetônico do renomado arquiteto Ruy Ohtake.

### Educação
A cidade de Jacareí conta para fins de formação profissional com o Instituto Federal de São Paulo desde 2013 (antiga Escola Técnica de São Paulo), a ETEC Escola Técnica Estadual Cônego José Bento (antiga escola agrícola), o tradicional ITJ, duas unidades do SENAI e  Faculdade Anhanguera. Além de diversos polos de faculdades EAD.

### Saúde
O município conta com seis hospitais (público e privado): 
- Hospital Unimed
- Hospital Santa Casa de Misericórdia;
- Hospital Policlin;
- Hospital Alvorada;
- Hospital São Francisco de Assis;
- Hospital Rede D´Or.

Também conta com 3 unidades de pronto atendimento, 21 unidades básicas de saúde e um centro odontólogico.

## Mídia
Jacareí é a sede da Rede Novo Tempo de Comunicação ou RNTC, que é um conglomerado de mídia pertencente à Organização Mundial da Igreja Adventista do Sétimo Dia. Na cidade encontram-se a TV Novo Tempo, a Gravadora Novo Tempo e a Rádio Novo Tempo. A localização dos estúdios fica às margens da SP-66, na Rodovia Henrique Eroles. A rede atende todas as emissoras adventistas da América do Sul, em português e também em espanhol.
A cidade também abriga a TV Câmara Jacareí, canal de televisão legislativo brasileiro pertencente à Câmara Municipal de Jacareí. A TV Câmara Jacareí é transmitida em sinal aberto, 24 horas por dia, no canal 39.2 UHF e no canal 12 da NET. Sua abrangência se dá no município de Jacareí e em algumas regiões de São José dos Campos. Hoje é considerada referência de termos de TV legislativa em todo o país.
Em questão de rádio, Jacareí tem uma vasta história com grandes radialistas como Jota Pereira, Angelo Ananias, José Carlos Guedes, Loureiro Júnior, Darcy Reis, entre outros. Essas duas últimas figuras citadas: Loureiro Júnior e Darcy Reis tiveram papel fundamental na ida de Galvão Bueno para a TV Bandeirantes, no Rio de Janeiro, no fim dos anos 70.

## Industrialização
Com o fim iminente do café na região do Vale do Paraíba, fato este que viria a inspirar a obra “Cidades Mortas” de Monteiro Lobato, uma alternativa econômica era necessária de ser encontrada. Jacareí no final do século XIX para o começo do século XX investe, procurando uma alternativa ao café investe em sua industrialização, onde futuramente seria conhecida por sua produção têxtil e de artigos alimentícios.
O investimento no setor industrial faz com que Jacareí seja a primeira cidade do Vale do Paraíba a ter energia elétrica e a sétima do Brasil. Quem oferecia esse recurso para a cidade era a empresa “Companhia Luz Electrica Jacarehyense, fundada em 25 de agosto de 1895. O inicio do século XX se mostrou prospero, apesar da crise de 1906 de superprodução de café, a industrialização regional crescia, e Jacareí não era afetada pelas greves da capital.
Em 1909 devido ao grande crescimento da indústria, é construída uma nova hidroelétrica pelo Major José Bonifácio, sendo inaugurado no ano seguindo com o nome de “Usina do Putim”, com uma capacidade de geração de 560 Kwatts. No ano de 1919 a companhia canadense “Light & Power” comprou  os meios de produção de energia em Jacareí.
Dentre as empresas pioneiras no setor industrial em Jacareí estão as “Meias Filhinha”, “Fabrica de Tintas Castelo”, “Tapetes Santa Helena”, “Lavalpa”, “Biscoutos Jacareí” , entre outros.

## Esportes

### Rugby

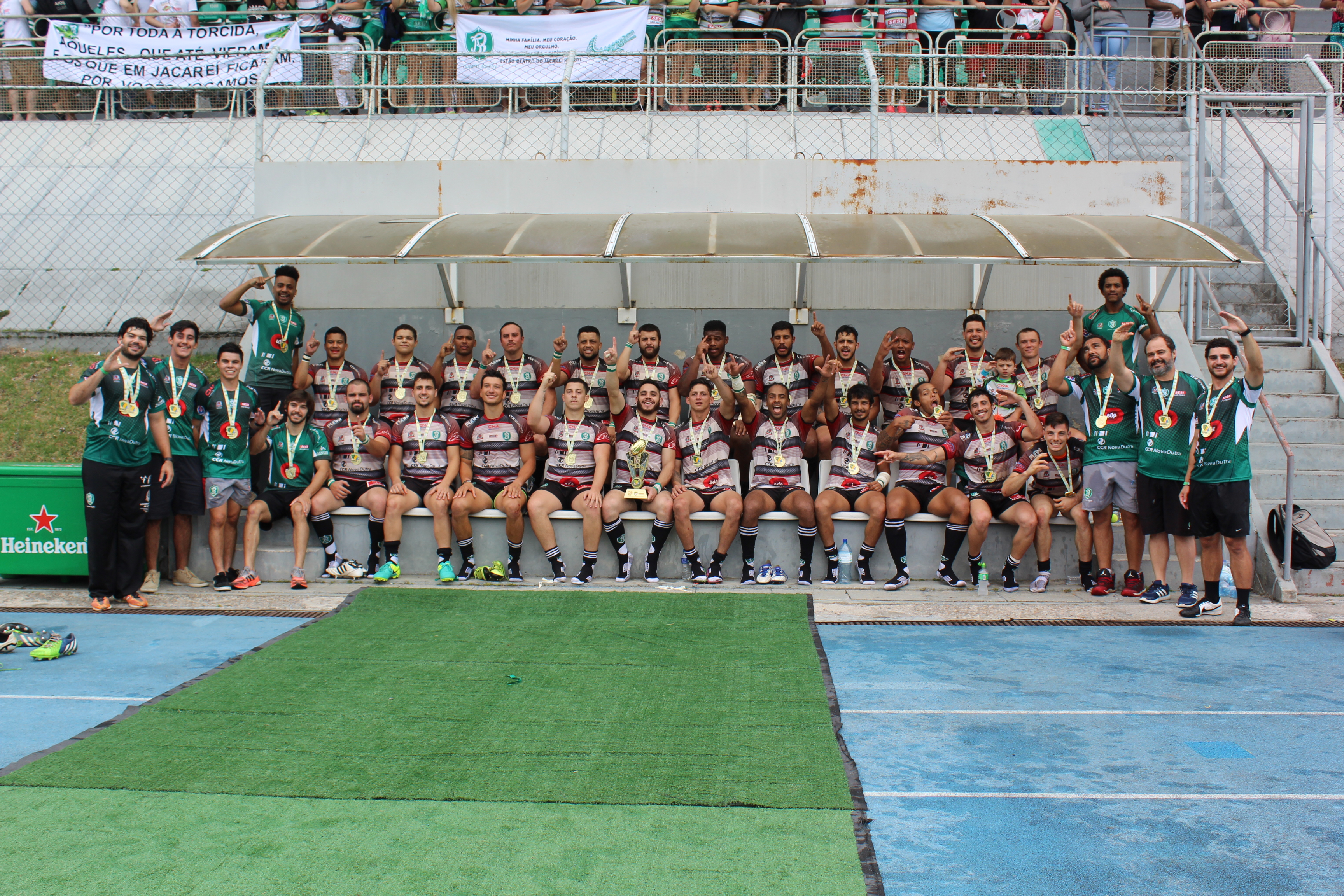
Equipe do Jacareí Rugby campeã brasileira em 2017

Fundado em 19 de outubro de 2006, o Jacareí Rugby é a equipe que representa Jacareí nas competições de rugby sevens e rugby union. Tendo iniciado as competições pelas equipes de base, especialmente na modalidade de sevens, o Jacareí Rugby já conquistou os títulos nacionais do Brasil Sevens categorias M16 (menores de 16 anos de idade), em 2012, e o M18 em 2011. Além disso, também já conquistou diversos títulos estaduais com suas equipes de base no masculino e no feminino.
Em 2017, Jacareí teve uma temporada mágica. A equipe chegou à final do Campeonato Paulista de Rugby, mas ficou com o vice-campeonato estadual. Entretanto, conquistou os títulos do Brasileiro de 7's e do Campeonato Brasileiro Série A, ou Super 8. A conquista do Brasileiro de Sevens aconteceu sobre o Desterro, de Santa Catarina. Já o Super 8 teve sua final disputada em Blumenau (SC) contra o Farrapos, do Rio Grande do Sul.
Em 2019, o Jacarei Rugby venceu novamente o Campeonato Brasileiro de 7's. Em 2022, o Jacareí Rugby disputou a final do Campeonato Brasileiro de XV em Jacareí, mas ficou com o vice-campeonato. Entretanto, no Sevens, o Jacareí Rugby conquistou o tetracampeonato. Em 2024, após mais ano de bons resultados tanto no adulto, quanto nas categorias de base, cuja instituição mantém parceria com o SESI, o time sagra-se bi campeão do Rugby XV, consolidando-se no cenário nacional.
Em 2025, conquistou os títulos do Campeonato Paulista de XV Adulto Feminino e Adulto Masculino. 

### Basquetebol
Jacareí tem uma grande tradição no basquetebol. Ubiratan Maciel foi um dos maiores jogadores brasileiros de basquete, levando o nome da cidade e do então time Trianon para grande midia. Uma de suas conquistas foi a medalha de bronze nos Jogos Olímpicos de Tóquio em 1964 e o título mundial em 1963., integrando o Naismith Memorial Basketball Hall of Fame, o hall da fama do basquete norte americano. O time que representa a cidade nesta modalidade é o Jacareí Basketball. Com a lei de incentivo fiscal, empresas da cidade como a Fibria, JTU e Ativia tornaram-se os principais patrocinadores das equipes masculinas e femininas da cidade estampando seus logos nas camisas do time. Além disso, as equipes contam com grande investimento da prefeitura do município, que cede o espaço Educamais Centro para as partidas da equipe. O propósito é de voltar aos velhos tempos, em que a cidade era nome significativo no basquetebol estadual. Os times atingem a faixa etária a partir dos dezoito anos, almejando campeonatos oficiais como:
- Equipe Masculina - Torneio Novo Milênio (F.P.B.), Campeonato Paulista Série A1, Jogos Regionais e Jogos Abertos do Interior.
- Equipe Feminina - Jogos Regionais e Jogos Abertos do Interior.

### Futebol
Jacareí possui um time profissional de futebol, o Jacareí Atlético Clube, chamado carinhosamente por seus torcedores de JAC, porém o mesmo encontra-se terceirizado.
No futebol de salão, o time Jacareí Futsal/SER/Fademp disputa o Campeonato Metropolitano de Futebol de Salão Série A2 e o Campeonato Paulista de Futebol de Salão Série A1.

## Cidades-irmãs
Jacareí tem oficialmente a seguinte cidade-irmã:
- Kawagoe, Japão[42][43]

## Filhos ilustres
- Biografias de jacareienses
- Escritoras de destaque como Ludmila Saharov, Alda de Miranda e Elke Lubitz